# Пажиштеле (Горж)
Пажиштеле (рум. Păjiștele) насеље је у Румунији у округу Горж у општини Скела. Oпштина се налази на надморској висини од 409 m.

## Становништво
Према подацима из 2002. године у насељу је живело 13 становника, од којих су сви румунске националности.